# ナンバーワン (コンビニエンスストア)
ナンバーワンとは、かつて愛媛県を中心に展開していた日本のコンビニエンスストア、およびその運営企業（株式会社ナンバーワン）である。

## 概要
1957年（昭和32年）設立。1988年（昭和63年）にダイマルから社名を変更。1984年、松山市内に初めて24時間営業のコンビニ「ナンバーワン」を出店。1989年時点で直営22店舗を展開。1990年に店舗を譲渡してコンビニエンスストア事業から撤退し、店舗看板を譲渡先のおれんじのものに切り替えた。企業としては（国税庁の法人番号上では）2023年時点でも存続している。

## 沿革
- 1957年（昭和32年） - 会社設立[5]
- 1984年9月（昭和59年） - 松山市内に初めて24時間営業のコンビニ「ナンバーワン」を出店[1][3]。
- 1988年（昭和63年）- ダイマルから現社名に変更[5]。1988年12月時点で23店舗を展開。
- 同年秋 - コンビニ、書籍、ビデオレンタル、飲食の複合新業態を出店[3]。
- 1990年(平成2年）- 本店の宮西店、古川店、湯ノ山店[6]を除く16店舗の営業権や設備を山口県で店舗展開する同業のおれんじに譲渡[3]。